# Seven Days in May
Seven Days in May is een Amerikaanse thriller uit 1964 onder regie van John Frankenheimer.

## Verhaal
Als president Lyman overgaat tot de ontmanteling van alle kernwapens, keert het Amerikaanse volk zich tegen hem. Kolonel Casey ontdekt dat generaal Scott in actie wil komen. Hij licht de president in, die zo in een ingewikkeld complot terechtkomt.

## Rolverdeling
| Acteur           | Personage                    |
| ---------------- | ---------------------------- |
| Burt Lancaster   | Generaal James Mattoon Scott |
| Kirk Douglas     | Kolonel Martin Casey         |
| Fredric March    | President Jordan Lyman       |
| Ava Gardner      | Eleanor Holbrook             |
| Edmond O'Brien   | Senator Raymond Clark        |
| Martin Balsam    | Paul Girard                  |
| Andrew Duggan    | Kolonel William Henderson    |
| Hugh Marlowe     | Harold McPherson             |
| Whit Bissell     | Senator Frederick Prentice   |
| Helen Kleeb      | Esther Townsend              |
| George Macready  | Christopher Todd             |
| Richard Anderson | Kolonel Murdock              |
| Bart Burns       | Art Corwin                   |